# 支出
支出（ししゅつ）とは、財やサービスを消費したり、投資すること。 

## 概要
テナントにとっての賃貸、学生や保護者にとっての学費や、食料、衣類、家具、または自動車を購入することは、しばしば支出と呼ばれる。支出は、通常は価値のあるものと引き換えに「支払われる」または「 送金 」費用のこと。費用がかかるように見えるものを「高価」と呼ぶ。費用がかからないように見えるものは「安価」と呼ぶ。 「テーブルの支出」は、 食事 、軽食、 ごちそうなどの費用である。 
複式簿記では支出はデビット支出勘定へ（ 損益計算書の勘定）とクレジットされている資産勘定または負債勘定のアカウントのいずれかに、貸借対照表勘定で記録されている。支出は資産を減らすか、負債を増やすが典型的な事業費で、給与、光熱費、資本資産の減価償却費、ローンの利息費用が含まれる。建物や設備などの資本資産の購入は支出ではない。 

## 支出報告書
支出報告書は、業務の結果として個人が負担したすべての経費を含む文書。たとえば、ビジネスの所有者が会議のために別の場所に旅行する場合、旅行の費用、食事、および彼/彼女が被った他のすべての経費が経費報告書に追加される場合がある。 したがって、これらの費用は事業費とみなされ、税控除の対象となります。 
多くの企業は、 経費管理のための自動化された経費報告システムの恩恵を受けています。 選択したシステムに応じて、これらのソフトウェアソリューションは時間コスト、エラー、詐欺を削減できます。 